# Alfa Romeo Tipo 33
De Alfa Romeo Tipo 33 was een raceauto van het Italiaanse automerk Alfa Romeo. De eerste Tipo 33 werd gebouwd in de vroege jaren 60 maar was pas na verdere motorische opvoering door Autodelta in 1967 klaar voor zijn eerste wedstrijd. Deze vond plaats op 12 maart in het Belgische Fléron en werd gewonnen door deze wagen.
In 1968 werd een aanpassing op de wagen gemaakt onder de naam 33/2. Van deze uitvoering werden in totaal 28 wagens geproduceerd, waardoor het kon deelnemen aan de groep 4-races. Opnieuw een jaar later werd de 33/3 in productie gebracht. In 1972 werd uiteindelijk de laatste variant geproduceerd, de 33/4. Deze werd oorspronkelijk ontwikkeld voor deelname in de Can-Am.
Tevens werd in 1967 de Alfa Romeo 33 Stradale in productie gebracht, dit was de exclusieve variant van de Tipo 33 die wel geschikt was voor dagelijks gebruik op de baan. Van de 33 Stradale werden uiteindelijk 18 exemplaren verkocht.

## Galerij

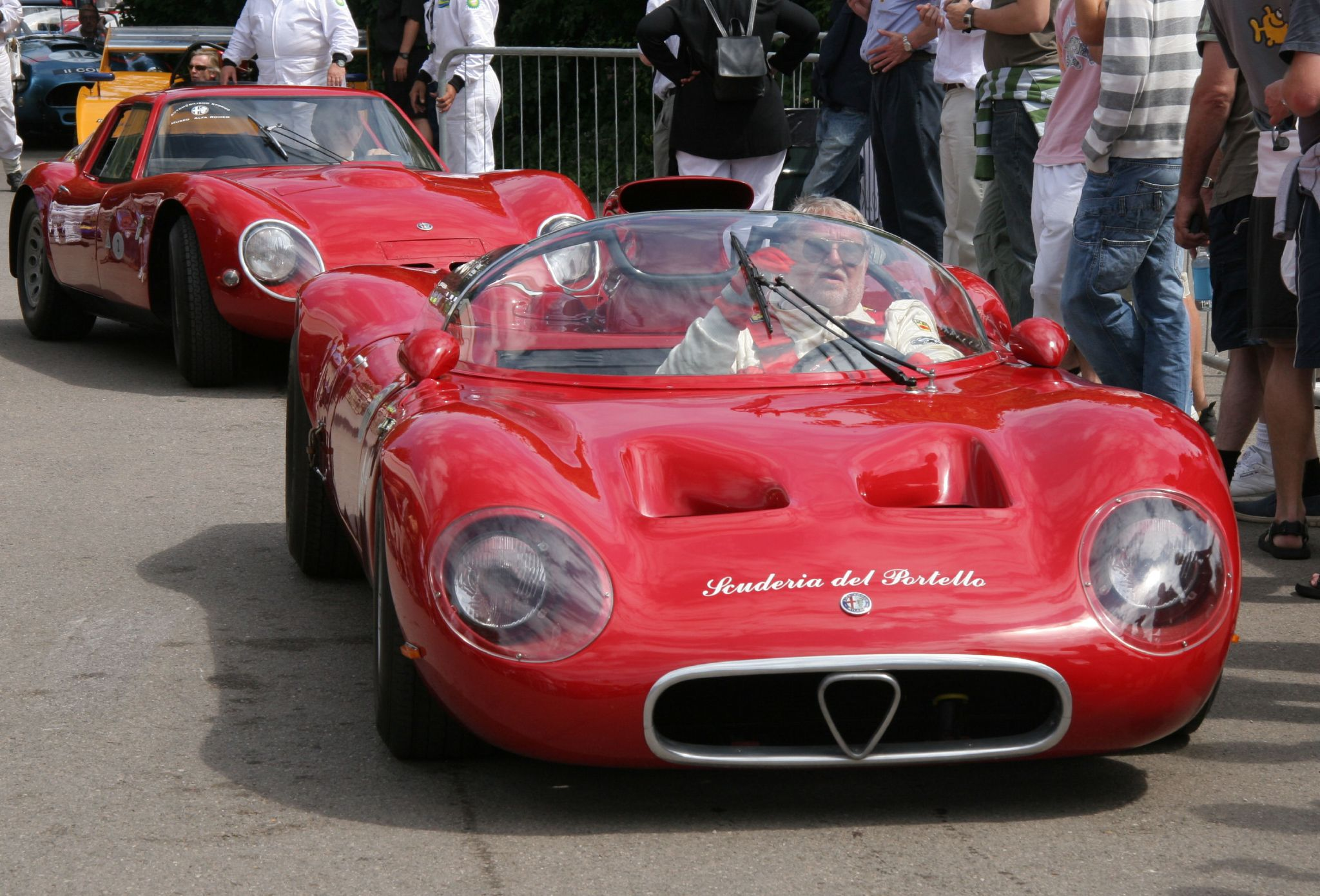
Tipo 33
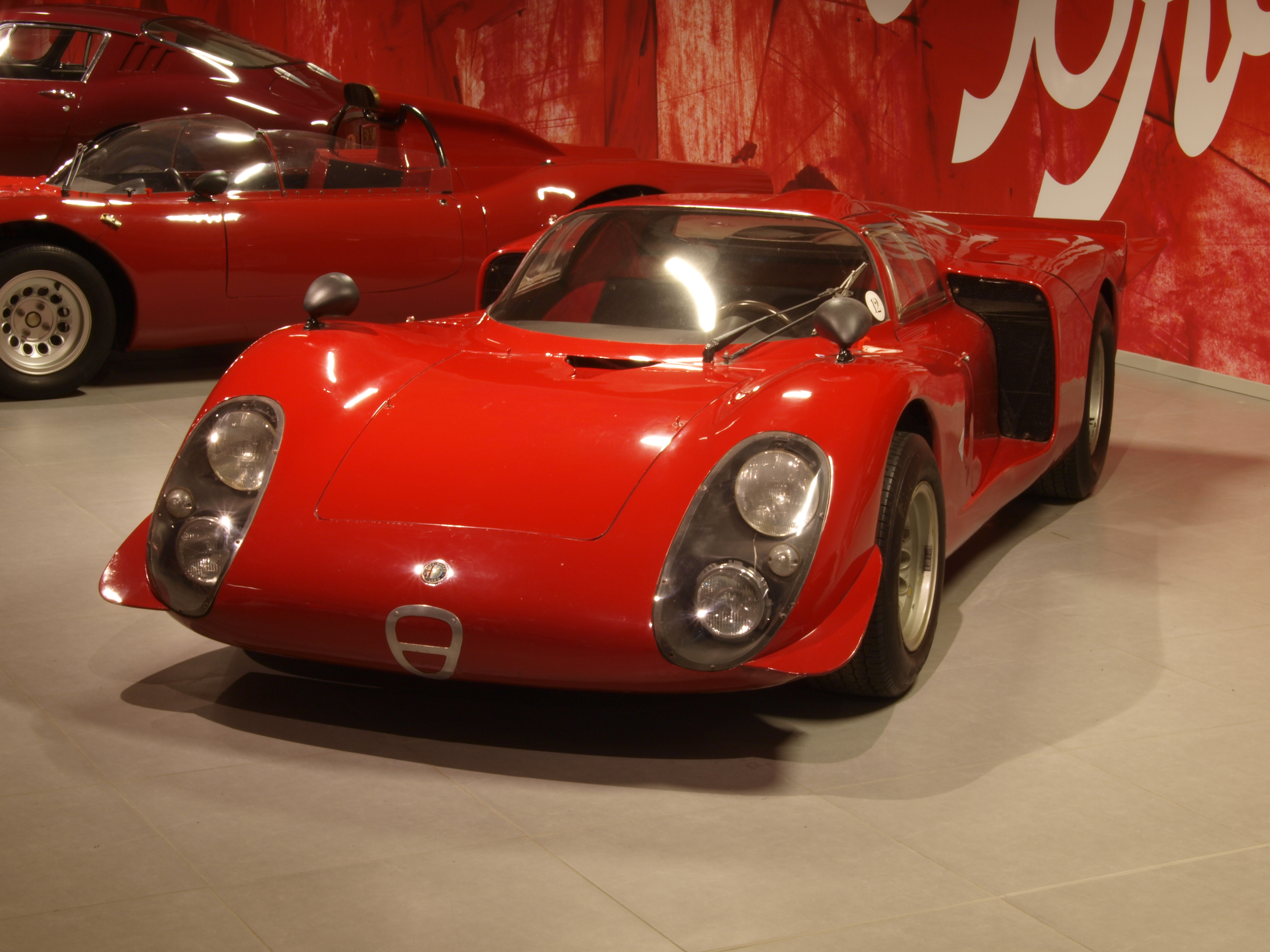
Tipo 33/2
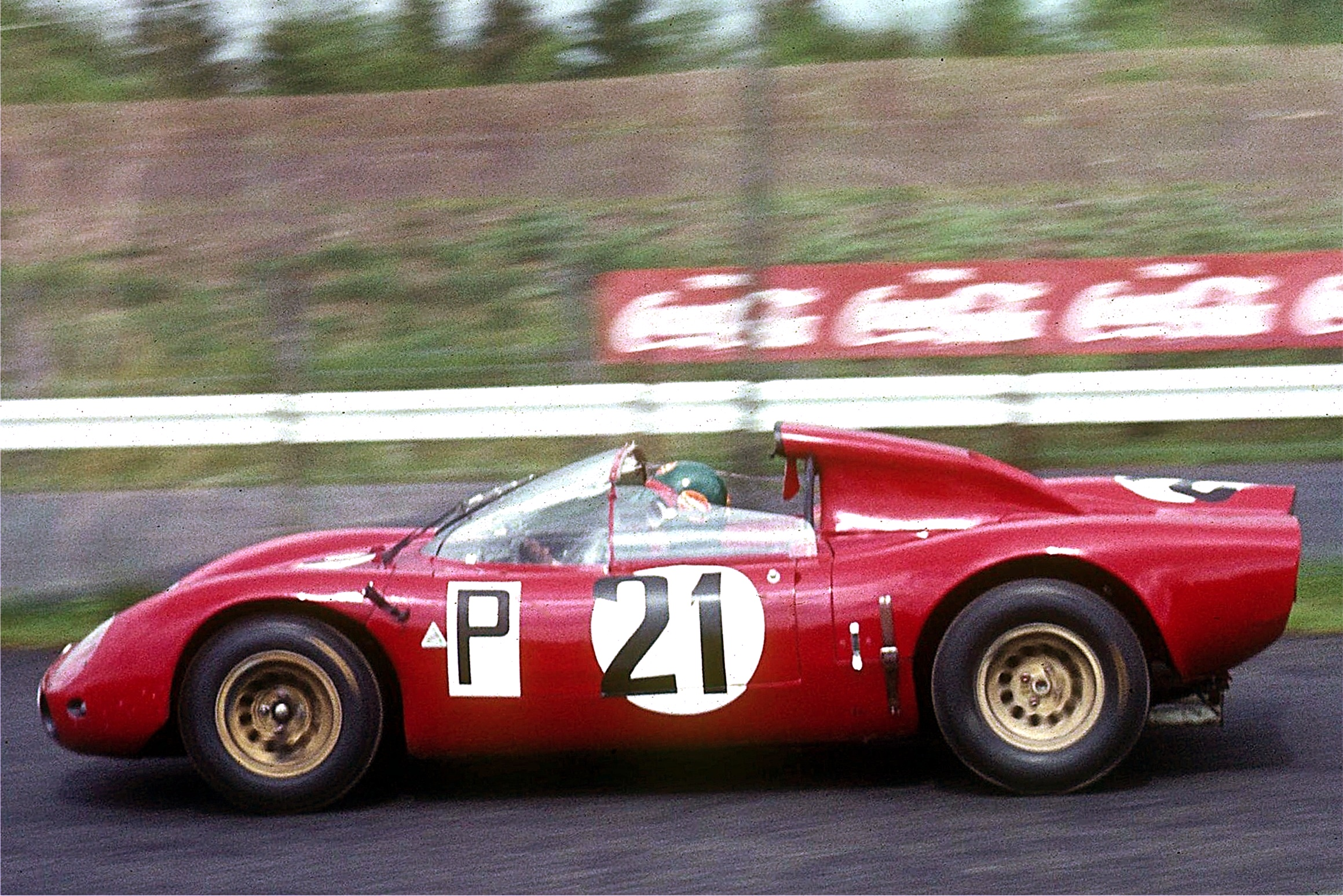
Tipo 33/2
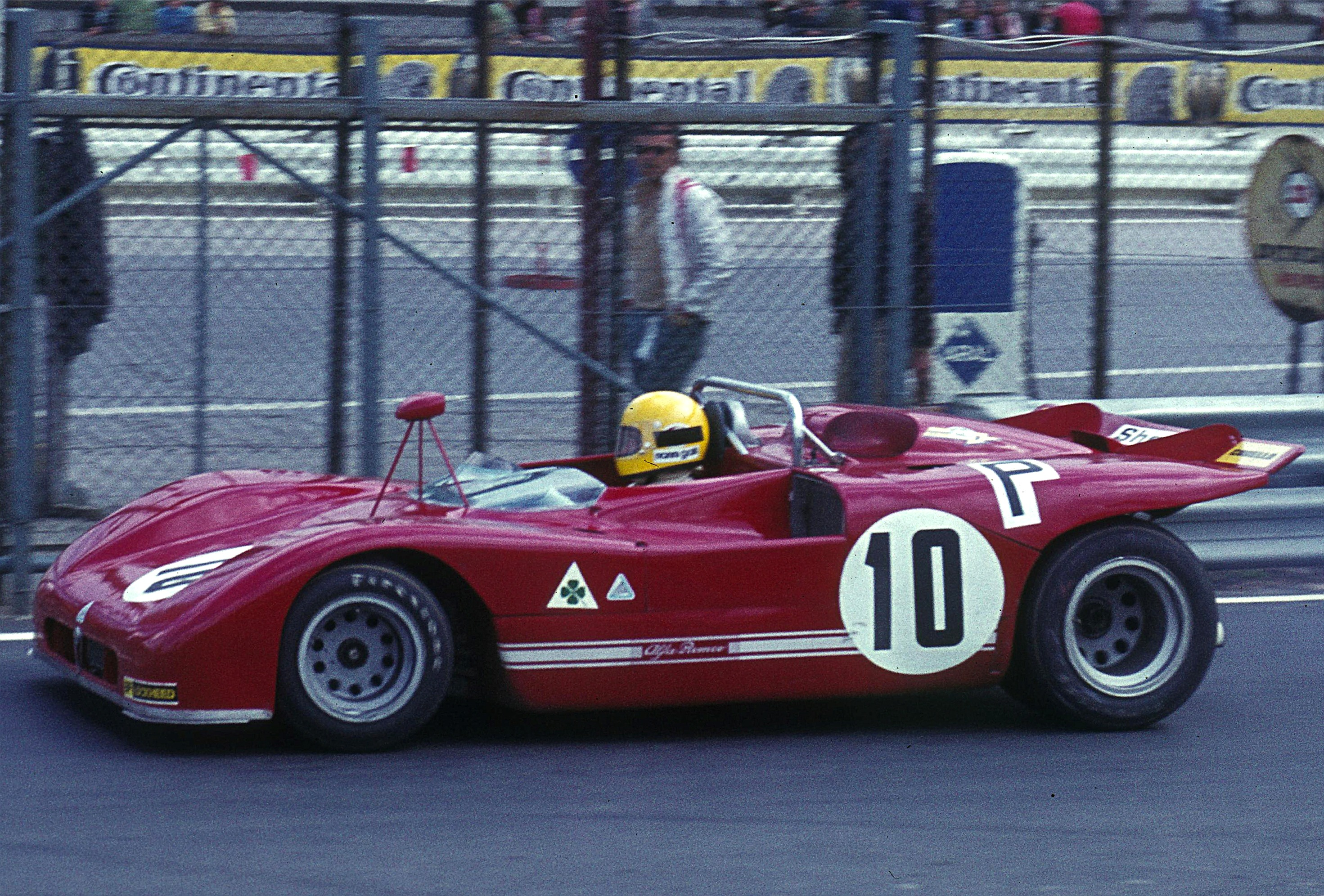
Tipo 33/3
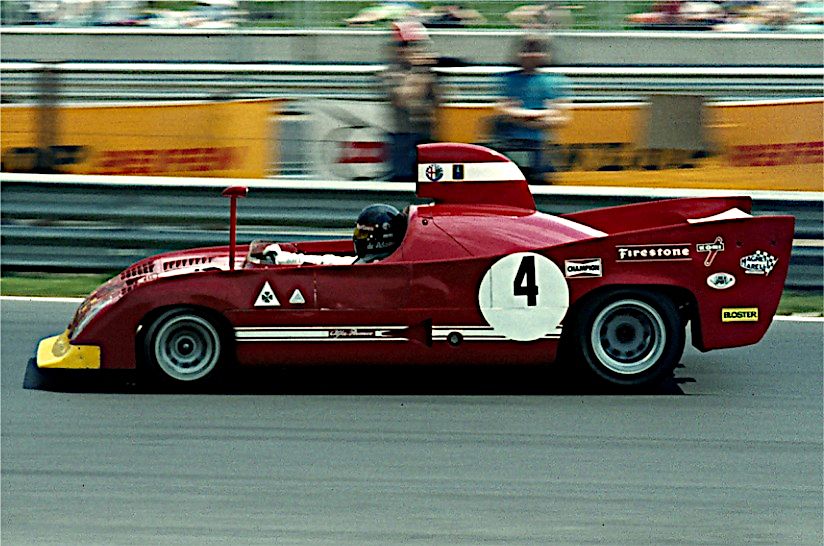
Andrea de Adamich in een 33TT12 op de Nürburgring (1974)